# Amine Hadj Saïd
Mohamed Amine Hadj Saïd (arab. محمد أمين الحاج سعيد, Muḥammad Amīn al-Ḥajj Saʿīd; ur. 17 lutego 1987 w Ar-Rijadzie) – tunezyjski piłkarz występujący na pozycji pomocnika.

## Kariera klubowa
Grę w piłkę nożną rozpoczynał w wieku 7 lat w klubie Stade Gabèsien. W wieku 17 lat podpisał pierwszy zawodowy kontrakt.
Karierę seniorską rozpoczynał w 2006 roku w drużynie Étoile Sportive du Sahel. W sezonie 2006/2007 zdobył z tym klubem tytuł mistrza Tunezji. W sezonie 2007/2008 wypożyczono go do Stade Gabèsien. Następnie był graczem JS Kairouanaise. W sezonie 2010/2011 występował w hiszpańskim CD Badajoz. Na poziomie Segunda División B rozegrał 30 spotkań i zdobył 2 gole. Odszedł po roku z powodu niewypłacalności klubu. Po powrocie do Tunezji grał w ES Zarzis, w barwach którego zadebiutował w Ligue Professionnelle 1, ES Hammam-Sousse oraz Club Africain.
W czerwcu 2014 roku pojawił się na testach w Piaście Gliwice. Miesiąc później podpisał roczny kontrakt. W Ekstraklasie zadebiutował 28 lipca w meczu przeciwko Wiśle Kraków (1:1). We wrześniu decyzją władz klubu został on wraz z Armando Nievesem przesunięty do zespołu rezerw. Jako powód podano niesportowy tryb życia obu zawodników. W styczniu 2015 roku jego kontrakt został rozwiązany za porozumieniem stron.
Przed rundą wiosenną sezonu 2014/2015 podpisał kontrakt z ES Métlaoui.

## Sukcesy
Étoile Sportive du Sahel
- mistrzostwo Tunezji (2006/2007)